# Les Mariés de la tour Eiffel (Chagall)
Pour les articles homonymes, voir Les Mariés de la tour Eiffel.
Les Mariés de la tour Eiffel est un tableau peint par Marc Chagall en 1938-1939. Il s’agit d’une huile sur toile de lin qui représente l'artiste et sa femme Bella Rosenfeld en mariés devant un coq géant et une tour Eiffel bleue. Elle est conservée au centre Pompidou, à Paris (France).